# Пятнистый кабезон
Пятнистый кабезон (лат. Capito maculicoronatus) — вид птиц семейства бородатковых.
Вид распространён на северо-западе Колумбии и востоке Панамы. Обитает в низменных дождевых лесах и вторичных лесах.
Верхняя часть тела блестяще чёрного цвета, верх головы коричневый. Горло белое, грудь золотисто-жёлтая. Брюхо белое с чёрными пятнами. Боковые стороны оранжевые. Клюв крепкий, серого цвета.
Живёт в верхнем ярусе лесов. Питается плодами деревьев, реже насекомыми. Сезон размножения приходится на период с января по март.